# Jamilena
Jamilena ist eine südspanische Gemeinde (municipio) mit 3.298 Einwohnern (Stand: 2024) im Westen der Provinz Jaén in der Autonomen Gemeinschaft Andalusien.

## Lage und Klima
Jamilena liegt gut 10 Kilometer (Fahrtstrecke) westsüdwestlich vom Stadtzentrum von Jaén in einer Höhe von ca. 765 m. 

## Bevölkerungsentwicklung
| Jahr      | 1970  | 1980  | 1990  | 2000  | 2010  | 2020  |
| Einwohner | 3.202 | 3.063 | 3.115 | 3.369 | 3.478 | 3.303 |

## Sehenswürdigkeiten
- Kirche Mariä Geburt (Iglesia de Nuestra Señora de la Natividad)
- Franziskuskapelle
- Palomera-Höhle

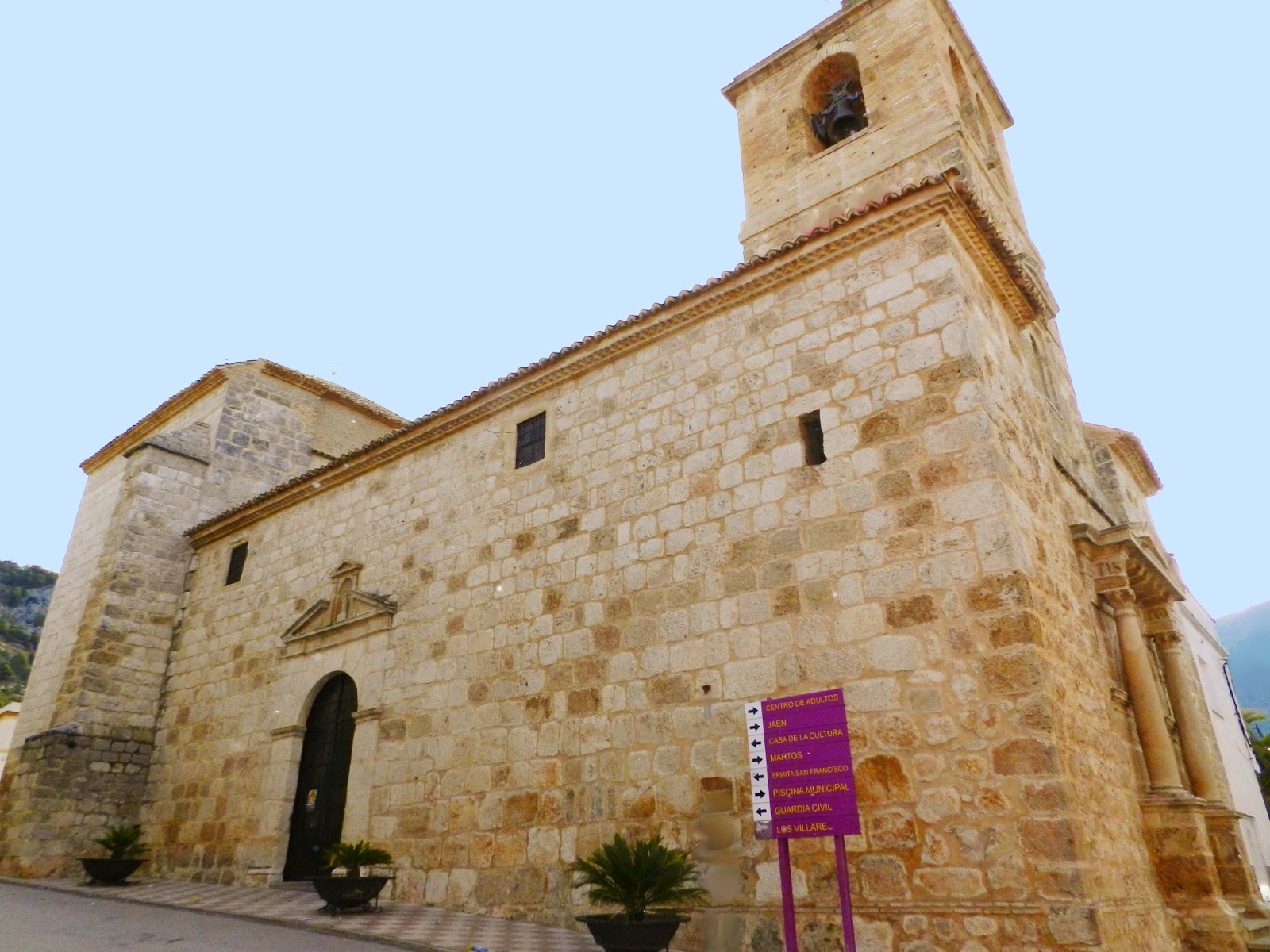
Kirche Mariä Geburt
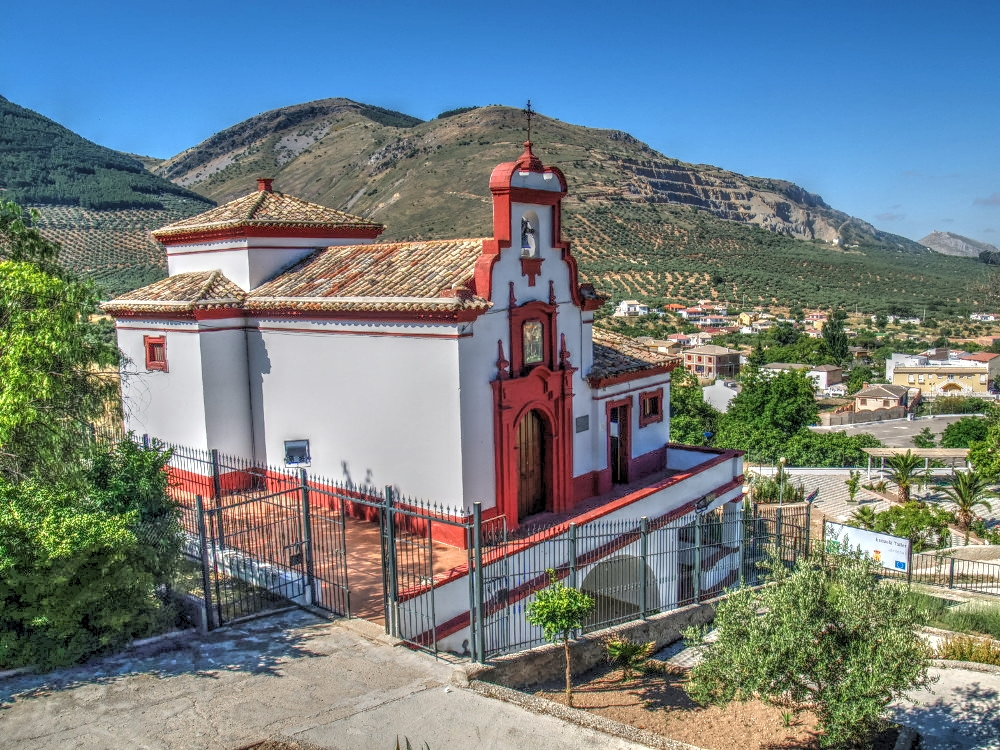
Franziskuskapelle

## Persönlichkeiten
- Miguel Román Garrido (1899–1960), franquistischer Militär, Offizier der Blauen Division